# Anton Cottier
Anton Cottier (Jaun, 4 december 1943 – 3 november 2006) was een Zwitsers politicus voor de Christendemocratische Volkspartij (CVP/PDC) uit het kanton Fribourg.

## Biografie

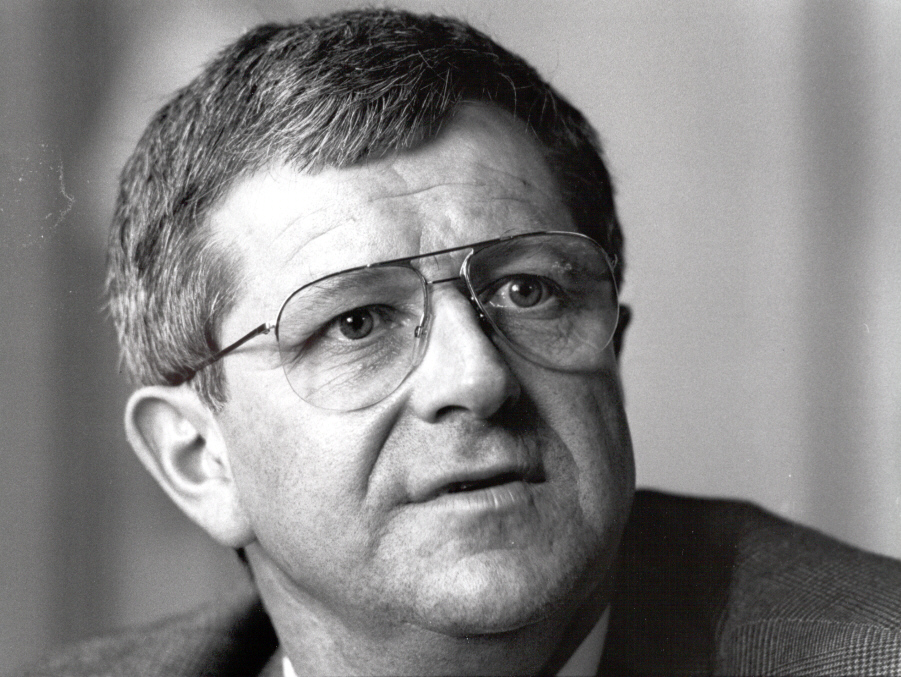
Anton Cottier in 1994.

Anton Cottier studeerde rechten aan de Universiteit van Fribourg. Van 1976 tot 1987 zetelde hij in de Grote Raad van Fribourg. Tussen 1982 en 1991 zetelde hij in de gemeenteraad van Fribourg. Van 30 november 1987 tot 30 november 2003 zetelde hij in de Kantonsraad, waarvan hij van 26 november 2001 tot 25 november 2002 voorzitter was. Van 1994 tot 1997 was hij voorzitter van zijn partij. Hij overleed op 62-jarige leeftijd aan de gevolgen van kanker.